# Canton de Saint-Porchaire
Le canton de Saint-Porchaire est une circonscription électorale française située dans le département de la Charente-Maritime et la région Nouvelle-Aquitaine.

## Histoire
- Le canton de Saint-Porchaire a été formé en 1801 à la suite de la refonte de la carte administrative voulue par Napoléon Bonaparte pendant le Consulat. Il réunit alors les anciens cantons de Pont-l'Abbé-d'Arnoult et de Saint-Saturnin-de-Séchaud, actuelle commune de Port-d'Envaux, alors chefs-lieux de canton constitués en 1790 lors de la création du département de la Charente-Inférieure.

- Ce n'est qu'après la réforme napoléonienne que Saint-Porchaire a été choisi en tant que chef-lieu de canton grâce à l'excellence de sa situation géographique au sein de ce canton nouvellement constitué.

- De 1833 à 1848, les cantons de Saint-Porchaire et de Saujon avaient le même conseiller général. Le nombre de conseillers généraux était limité à 30 par département.

- Avant le recensement de 1982, la commune de Le Mung a quitté le canton de Saint-Porchaire et a été rattachée au canton de Saint-Savinien, alors situé dans l'arrondissement de Saint-Jean-d'Angély. Cette commune est l'unique commune de cet arrondissement à se situer sur la rive gauche de la Charente.

- Un nouveau découpage territorial de la Charente-Maritime entre en vigueur en mars 2015, défini par le décret du 27 février 2014[4], en application des lois du 17 mai 2013 (loi organique 2013-402 et loi 2013-403)[5]. Les conseillers départementaux sont, à compter de ces élections, élus au scrutin majoritaire binominal mixte. Les électeurs de chaque canton élisent au Conseil départemental, nouvelle appellation du Conseil général, deux membres de sexe différent, qui se présentent en binôme de candidats. Les conseillers départementaux sont élus pour 6 ans au scrutin binominal majoritaire à deux tours, l'accès au second tour nécessitant 12,5 % des inscrits au 1er tour. En outre la totalité des conseillers départementaux est renouvelée. Ce nouveau mode de scrutin nécessite un redécoupage des cantons dont le nombre est divisé par deux avec arrondi à l'unité impaire supérieure si ce nombre n'est pas entier impair, assorti de conditions de seuils minimaux[6]. En Charente-Maritime, le nombre de cantons passe ainsi de 51 à 27.

Le canton de Saint-Porchaire est conservé mais remanié : il passe de 15 à 20 communes, issues des anciens cantons de Saintes-Ouest (3 communes), de Saint-Porchaire (15 communes) et de Saujon (2 communes). Le bureau centralisateur est fixé à Saint-Porchaire. Il est entièrement inclus dans l'arrondissement de Saintes.

## Géographie
Situé dans la partie occidentale de l'arrondissement de Saintes auquel il appartient depuis sa création, ce canton en occupe le troisième rang pour sa superficie, se classant après les cantons de Gémozac et de Pons. En Charente-Maritime, il occupe le huitième rang pour sa surface.
Ce canton est organisé autour de Saint-Porchaire, chef-lieu de canton qui occupe une place centrale dans son canton, situation privilégiée qui a déterminé cette fonction en 1801. 
L'altimétrie moyenne du canton de Saint-Porchaire est de 28 m, variant de 0 m, en bordure du fleuve Charente, dans la commune de Romegoux, à 64 m sur un coteau situé dans la commune de Plassay.

## Représentation

### Conseillers d'arrondissement (de 1833 à 1940)
| Période                                  | Période      | Identité                          | Étiquette                 | Qualité |
| ---------------------------------------- | ------------ | --------------------------------- | ------------------------- | --- |
| 1833                                     | 1836         | Benjamin Fourré                   |                           | Juge de paix à Saint-Porchaire |
| 1836                                     | 1845         | Baron Jacques Oudet (1805-1866)   |                           | Juge de paix de Saint-Porchaire Propriétaire à Crazannes Élu conseiller général du canton de Saujon                                        |
| 1845                                     | 1848         | Marc Placide Gaillard (1786-1850) |                           | Notaire, maire de Saint-Porchaire |
|                                          |              |                                   |                           | |
| 1852                                     | 1856 (décès) | Antoine Tortat (1775-1856)        |                           | Président honoraire du Tribunal civil de Saintes, Président du Conseil d'arrondissement, propriétaire du château de Ransanne à Soulignonne |
|                                          |              |                                   |                           | |
| 1883                                     | 1889         | Achille Bron                      | Républicain               | Médecin à Crazannes |
| 1889                                     | 1892         | Alexandre Sicot                   | Révisionniste Boulangiste | Maire de Saint-Porchaire |
| 1892                                     |              | Anatole Roussie (1849-1920)       | Républicain               | Propriétaire, brasseur, maire de Pont-l'Abbé-d'Arnoult                                                                                     |
|                                          |              |                                   |                           | |
| 1919                                     | 1940         | Justin Balland (1869-1962)        | Radical                   | Médecin, maire de Saint-Porchaire |
| 1940                                     |              |                                   |                           | Les conseils d'arrondissement ont été suspendus par la loi du 12 octobre 1940 et n'ont jamais été réactivés                                |
| Les données manquantes sont à compléter. |              |                                   |                           | |

### Conseillers généraux de 1833 à 2015
| Période | Période          | Identité                                 | Étiquette           | Qualité |
| ------- | ---------------- | ---------------------------------------- | ------------------- | --- |
| 1833    | 1836             | Joseph Dubois                            |                     | Avocat, juge de paix, maire de Saujon |
| 1836    | 1845             | Benjamin Fourré                          |                     | Juge de paix à Saint-Porchaire, maire de Pont-l'Abbé-d'Arnoult, conseiller d'arrondissement                                                   |
| 1845    | 1867             | Baron Jacques Oudet                      |                     | Juge de paix de Saint-Porchaire Propriétaire à Crazannes, conseiller d'arrondissement                                                         |
| 1867    | 1883             | Denys Joly d'Aussy (gendre du précédent) | Droite bonapartiste | Receveur de l'enregistrement puis juge de paix Propriétaire du château de Crazannes                                                           |
| 1883    | 1885 (démission) | Théodore Gilbert                         | Républicain         | Propriétaire, médecin |
| 1885    | 1890 (décès)     | Adolphe Duport                           | Boulangiste         | Avocat Député (1889) |
| 1890    | 1919             | Achille Bron                             | Républicain         | Médecin, maire de Crazannes, conseiller d'arrondissement                                                                                      |
| 1919    | 1940             | Edgard Robin                             | Rad.                | Propriétaire, agriculteur, viticulteur, maire de Soulignonne Nommé membre de la Commission administrative départementale en 1941              |
|         |                  |                                          |                     | |
| 1943    | 1945             | Charles Lonceint                         | ?                   | Président de la délégation spéciale et ancien maire (1940-1941) de Pont-l'Abbé-d'Arnoult Nommé conseiller départemental en 1943               |
|         |                  |                                          |                     | |
| 1945    | 1970             | Bernard Chambenoît (1901-1986)           | Rad.ind.            | Meunier - Maire de Pont-l'Abbé-d'Arnoult (1944-1977)                                                                                          |
| 1970    | 1982             | Claude Mithonneau (1922-1996)            | DVD                 | Instituteur - Maire de Pont-l'Abbé-d'Arnoult (1977-1983)                                                                                      |
| 1982    | 2015             | Michel Doublet                           | RPR puis UMP        | Agriculteur retraité Suppléant du député Jean de Lipkowski (1988-1993) Sénateur (1989-2014) Maire de Trizay Vice-Président du Conseil Général |

### Conseillers départementaux depuis 2015
| Période élective | Période élective | Mandat    | Mandat   | Identité                            | Nuance | Nuance | Qualité                                                                                  |
| ---------------- | ---------------- | --------- | -------- | ----------------------------------- | ------ | ------ | ---------------------------------------------------------------------------------------- |
| 2015             | 2021             | 2015      | 2021     | Michel Doublet                      |        | LR     | Agriculteur retraité Maire de Trizay (1977-2022) Vice-président du Conseil départemental |
| 2015             | 2021             | 2015      | 2021     | Brigitte Seguin                     |        | DVD    | Conseillère municipale de Saint-Georges-des-Coteaux (depuis 2020)                        |
| 2021             | 2028             | 2021      | 2022     | Michel Doublet (Décédé en fonction) |        | LR     | Conseiller sortant Vice-président du Conseil départemental                               |
| 2021             | 2028             | août 2022 | en cours | Alexandre Schneider (Remplaçant)    |        | LR     | Maire de Pont-l'Abbé-d'Arnoult (depuis 2020)                                             |
| 2021             | 2028             | 2021      | en cours | Brigitte Seguin                     |        | DVD    | Conseillère sortante                                                                     |

### Résultats détaillés

#### Élections de mars 2015
Lors des élections départementales de 2015, le binôme composé de Michel Doublet et Brigitte Seguin (Union de la Droite) est élu au 1er tour avec 63,47 % des suffrages exprimés, devant le binôme composé de Michèle Holstaine et Albert Maes (FN) (36,53 %). Le taux de participation est de 52,3 % (7 521 votants sur 14 380 inscrits) contre 50,08 % au niveau départementalet 50,17 % au niveau national.

#### Élections de juin 2021
Le premier tour des élections départementales de 2021 est marqué par un très faible taux de participation (33,26 % au niveau national). Dans le canton de Saint-Porchaire, ce taux de participation est de 35,87 % (5 503 votants sur 15 341 inscrits) contre 33,83 % au niveau départemental. À l'issue de ce premier tour, deux binômes sont en ballottage : Michel Doublet et Brigitte Seguin (Union à droite, 30,73 %) et Sylviane Buisson et Jacky Grangan (RN, 19,47 %).
Le second tour des élections est marqué une nouvelle fois par une abstention massive équivalente au premier tour. Les taux de participation sont de 34,3 % au niveau national, 34,56 % dans le département et 35,7 % dans le canton de Saint-Porchaire. Michel Doublet et Brigitte Seguin (Union à droite) sont élus avec 69,65 % des suffrages exprimés (3 389 voix pour 5 477 votants et 15 343 inscrits),,.

## Composition

### Composition avant 2015

Situation du canton de Saint-Porchaire dans le département de la Charente-Maritime avant 2015.

Le canton de Saint-Porchaire regroupait quinze communes.
Sa densité de population atteint 55 hab./km2 en 2006, elle demeure inférieure à la densité de l'arrondissement de Saintes (78 hab./km2 en 2006) et à celle du département de la Charente-Maritime (87 hab./km2).
| Nom                         | Code Insee | Codepostal | Superficie (km2) | Population (dernière pop. légale) | Densité (hab./km2) |
| --------------------------- | ---------- | ---------- | ---------------- | --------------------------------- | ------------------ |
| Saint-Porchaire (chef-lieu) | 17387      | 17250      | 17,40            | 1 725 (2012)                      | 99                 |
| Beurlay                     | 17045      | 17250      | 9,71             | 1 002 (2012)                      | 103                |
| Crazannes                   | 17134      | 17350      | 4,81             | 431 (2012)                        | 90                 |
| Les Essards                 | 17154      | 17250      | 9,66             | 681 (2012)                        | 70                 |
| Geay                        | 17171      | 17250      | 15,90            | 705 (2012)                        | 44                 |
| Plassay                     | 17280      | 17250      | 16,87            | 702 (2012)                        | 42                 |
| Pont-l'Abbé-d'Arnoult       | 17284      | 17250      | 12,41            | 1 734 (2012)                      | 140                |
| Port-d'Envaux               | 17285      | 17350      | 22,55            | 1 120 (2012)                      | 50                 |
| Romegoux                    | 17302      | 17250      | 13,25            | 613 (2012)                        | 46                 |
| Sainte-Gemme                | 17330      | 17250      | 40,91            | 1 254 (2012)                      | 31                 |
| Sainte-Radegonde            | 17389      | 17250      | 11,14            | 556 (2012)                        | 50                 |
| Saint-Sulpice-d'Arnoult     | 17408      | 17250      | 16,12            | 716 (2012)                        | 44                 |
| Soulignonne                 | 17431      | 17250      | 14,31            | 726 (2012)                        | 51                 |
| Trizay                      | 17453      | 17250      | 14,13            | 1 394 (2012)                      | 99                 |
| La Vallée                   | 17455      | 17250      | 16,37            | 684 (2012)                        | 42                 |

La commune du Mung faisait partie du canton de Saint-Porchaire jusqu'au recensement de 1975. Elle a ensuite intégré le canton de Saint-Savinien.

### Composition à partir de 2015
Le nouveau canton de Saint-Porchaire comprend vingt communes entières.
| Nom                                     | Code Insee | Intercommunalité                     | Superficie (km2) | Population (dernière pop. légale) | Densité (hab./km2) | Modifier                                    |
| --------------------------------------- | ---------- | ------------------------------------ | ---------------- | --------------------------------- | ------------------ | ------------------------------------------- |
| Saint-Porchaire (bureau centralisateur) | 17387      | CC Cœur de Saintonge                 | 17,40            | 1 988 (2022)                      | 114                | modifier les données · modifier les données |
| Balanzac                                | 17030      | CC Cœur de Saintonge                 | 12,75            | 614 (2022)                        | 48                 | modifier les données · modifier les données |
| Beurlay                                 | 17045      | CC Cœur de Saintonge                 | 9,71             | 1 003 (2022)                      | 103                | modifier les données · modifier les données |
| Crazannes                               | 17134      | CC Cœur de Saintonge                 | 4,81             | 442 (2022)                        | 92                 | modifier les données · modifier les données |
| Écurat                                  | 17148      | CA Saintes - Grandes Rives - L'Agglo | 10,55            | 445 (2022)                        | 42                 | modifier les données · modifier les données |
| Les Essards                             | 17154      | CC Cœur de Saintonge                 | 9,66             | 733 (2022)                        | 76                 | modifier les données · modifier les données |
| Geay                                    | 17171      | CC Cœur de Saintonge                 | 15,90            | 783 (2022)                        | 49                 | modifier les données · modifier les données |
| Nancras                                 | 17255      | CC Cœur de Saintonge                 | 3,06             | 795 (2022)                        | 260                | modifier les données · modifier les données |
| Nieul-lès-Saintes                       | 17262      | CC Cœur de Saintonge                 | 20,41            | 1 213 (2022)                      | 59                 | modifier les données · modifier les données |
| Plassay                                 | 17280      | CC Cœur de Saintonge                 | 16,87            | 817 (2022)                        | 48                 | modifier les données · modifier les données |
| Pont-l'Abbé-d'Arnoult                   | 17284      | CC Cœur de Saintonge                 | 12,41            | 1 793 (2022)                      | 144                | modifier les données · modifier les données |
| Port-d'Envaux                           | 17285      | CC Cœur de Saintonge                 | 22,55            | 1 170 (2022)                      | 52                 | modifier les données · modifier les données |
| Romegoux                                | 17302      | CC Cœur de Saintonge                 | 13,25            | 623 (2022)                        | 47                 | modifier les données · modifier les données |
| Saint-Georges-des-Coteaux               | 17336      | CA Saintes - Grandes Rives - L'Agglo | 19,23            | 2 840 (2022)                      | 148                | modifier les données · modifier les données |
| Saint-Sulpice-d'Arnoult                 | 17408      | CC Cœur de Saintonge                 | 16,12            | 919 (2022)                        | 57                 | modifier les données · modifier les données |
| Sainte-Gemme                            | 17330      | CC Cœur de Saintonge                 | 40,91            | 1 364 (2022)                      | 33                 | modifier les données · modifier les données |
| Sainte-Radegonde                        | 17389      | CC Cœur de Saintonge                 | 11,14            | 578 (2022)                        | 52                 | modifier les données · modifier les données |
| Soulignonne                             | 17431      | CC Cœur de Saintonge                 | 14,31            | 742 (2022)                        | 52                 | modifier les données · modifier les données |
| Trizay                                  | 17453      | CC Cœur de Saintonge                 | 14,13            | 1 505 (2022)                      | 107                | modifier les données · modifier les données |
| La Vallée                               | 17455      | CC Cœur de Saintonge                 | 16,37            | 683 (2022)                        | 42                 | modifier les données · modifier les données |
| Canton de Saint-Porchaire               | 1719       |                                      | 301,54           | 21 050 (2022)                     | 70                 | modifier les données                        |

## Démographie

### Démographie avant 2015
| 1962  | 1968  | 1975  | 1982  | 1990   | 1999   | 2006   | 2011   | 2012   |
| ----- | ----- | ----- | ----- | ------ | ------ | ------ | ------ | ------ |
| 9 376 | 9 402 | 9 114 | 9 680 | 10 456 | 11 371 | 12 930 | 13 876 | 14 043 |

### Démographie depuis 2015
En 2022, le canton comptait 21 050 habitants, en évolution de +3,25 % par rapport à 2016 (Charente-Maritime : +4,04 %, France hors Mayotte : +2,11 %).
| 2013   | 2018   | 2022   |
| ------ | ------ | ------ |
| 19 864 | 20 452 | 21 050 |